# Hanko
Hanko (švédsky: Hangö, starou ruštinou Гангут – Gangut) je přístavní město na jihozápadě Finska, 130 km západně od Helsinek. Má přes 9,6 tisíce obyvatel, z nichž 44 % jsou finští Švédové.
Stejnojmenný poloostrov vybíhající jihozápadně do Finského zálivu, na němž Hanko leží, je nejjižnější část Finska. Hanko je známé i souostrovím severně od něj, kde 7. srpna 1714 ruské námořnictvo porazilo švédské (bitva u Gangutu).

## Historie
Město bylo založeno roku 1874 dva roky po otevření železnice z Hyvinkää. Na přelomu 19. a 20. století z něj odplouvala většina emigrantů do USA. Hanko bylo rovněž lázeňským místem pro ruskou šlechtu. Carl Gustaf Emil Mannerheim, který pocházel z okolí, vlastnil v Hanku kavárnu, která je populární dodnes.
Na počátku druhé světové války požadoval Sovětský svaz pronájem poloostrova pro zřízení námořní základny, což Finsko odmítlo, ale po porážce v zimní válce muselo akceptovat. Moskevská mírová smlouva z 6. března 1940 obsahovala třicetiletý pronájem Hanka; do 22. května muselo cca 8 000 obyvatel oblast vyklidit. Po vypuknutí pokračovací války v Hanku probíhaly jen menší srážky, jichž se účastnily i švédské dobrovolnické jednotky; v prosinci 1941 byl SSSR nucen se ze základny stáhnout kvůli vývoji války, ale ponechal oblast zaminovanou. Pařížská mírová smlouva z roku z února 1947 ve 4. článku stanovila, že SSSR se nároku zříká a místo něj získala na padesát let základnu Porkkala blíže k Helsinkám, jejíž padesátiletý pronájem skončil předčasně v lednu 1956.

## Partnerská města
Partnerskými městy jsou:
- Gentofte, Dánsko
- Haapsalu, Estonsko
- Halmstad, Švédsko
- Stord, Norsko